# Sieniawa-Osiedle Górnicze
Sieniawa-Osiedle Górnicze – osada wsi Sieniawa, w Polsce, położona w województwie lubuskim, w powiecie świebodzińskim, w gminie Łagów.
Do 2012 miejscowość nosiła nazwę Sieniawa-Kopalnia.
W latach 1975–1998 miejscowość położona była w województwie zielonogórskim.